# Berkes János (operaénekes)
Berkes János (Szentes, 1946. május 24. –) magyar operaénekes (tenor), érdemes művész, a Magyar Állami Operaház és a Halhatatlanok Társulatának örökös tagja.

## Életútja
Zenész családban született, édesapja szintén énekes volt. A Liszt Ferenc Zeneművészeti Főiskolát 1971-ben végezte Réti József és Révhegyi Ferencné tanítványaként. A Magyar Állami Operaház szerződtette énekesként, Lenszkij szerepében debütált Csajkovszkij Anyegin című operájában. 1981-84 között a bécsi Raimund Theaternek is a magánénekese volt. A Nemzetközi Toti dal Monte Énekversenyen, 1976-ban első díjat kapott, a Belga Televízió Opera és Énekversenyén pedig a nemzetközi zsűri különdíját nyerte el, 1979-ben. Sok televíziós műsorban szerepelt operett előadásokban, de magyarnóta műsorokban is. Számos hangfelvételen működött közre (elsősorban népszerű operett-slágerekkel). A klasszikus operairodalom szinte minden tenor főszerepét énekelte, melyhez saját, pozitív személyiségét párosította a színpadon.
„Az éneklés szeretete töretlen bennem, mindig is az volt, ez van számomra megírva” – mondta az MTI-nek 70. születésnapja alkalmából a Magyar Állami Operaház örökös tagja. Berkes János felidézte, hogy gyerekkorától kezdve operaénekes akart lenni, muzsikus családban született, édesapja is énekes volt. Mint mondta, abban a tudatban nőtt fel, hogy operaénekes lesz, és ez olyan biztos érzetet adott neki, hogy emellett nyugodtan élte mindennapjait, tanult, sportolt. A Zeneakadémiára elsőre felvették. (...) Forrás: MTI
Az Opera Café 2017-ben videóinterjút készített a művésszel: https://www.youtube.com/watch?v=sTVZEJSlV0Q
Berkes János hivatalos Facebook oldala: https://www.facebook.com/berkesjanosoperaenekes

## Díjai
- Bartók Béla–Pásztory Ditta-díj
- Oláh Gusztáv-emlékplakett (színpadi, 2007)
- Optimus-díj (2007)
- Érdemes művész (2007)
- Örökös tag a Halhatatlanok Társulatában (2008)
- A Magyar Állami Operaház Örökös tagja (2011)
- Melis György-díj (2007)
- Szentes díszpolgára (2011)

## Főbb szerepei
Az operairodalom tenor főszerepei:
- Mozart: Don Giovanni – Don Ottavio
- Donizetti: Lammermoori Lucia – Edgar
- Donizetti: Szerelmi bájital – Nemorino
- Rossini: A sevillai borbély – Almaviva
- Erkel Ferenc: Bánk bán – Ottó
- Csajkovszkij: Anyegin – Lenszkij
- Verdi: Otello – Cassio
- Verdi: Traviata – Alfred
- Verdi: Falstaff – Fenton
- Verdi: Nabucco – Ismael
- Puccini: Bohémélet – Rodolfo
- Puccini: Pillangókisasszony – Pinkerton
- Puccini: Tosca – Cavaradossi
- Puccini: Gianni Schicchi – Rinuccio
- Leoncavallo: Bajazzók – Beppo
- Kodály: Székely fonó – Legény

Klasszikus operettek tenor főszerepei:
- ifj. Johann Strauss: A denevér – Alfréd
- ifj. Johann Strauss: A cigánybáró – Barinkay
- Kacsóh Pongrác: János vitéz – Kukorica Jancsi/János vitéz
- Kálmán Imre: Csárdáskirálynő – Edvin
- Kálmán Imre: A cirkuszhercegnő – Mr X
- Kálmán Imre: Marica grófnő – Tassilo
- Kálmán Imre: Montmartre-i ibolya – Raoul Delacroix
- Raymond: Maske in blau – Armando Cellini
- Huszka Jenő: Gül Baba – Gábor diák
- Huszka Jenő: Bob herceg – Bob úrfi; tv-filmen is (énekhang)

Oratóriumok:
- Liszt Ferenc: Magyar koronázási mise
- Liszt Ferenc: Te Deum
- Liszt Ferenc: Esztergomi mise
- Mozart: Requiem
- Kodály Zoltán: Psalmus Hungaricus
- Schumann, Schubert, Bruckner és Gounod művei